# محمد اوراز
محمد اوراز (۱۳۴۸–۱۳۸۲) کوهنورد ایرانی است. او پس از هومان آپرین و جلال چشمه قصابانی، سومین فرد ایرانی محسوب می‌شود که به قله اورست صعود کرده‌است. توانایی او به حدی بود که به قله‌های بالای ۸۰۰۰ متر بدون کپسول اکسیژن صعود می‌کرده‌است.

## زندگی‌نامه
در شامگاه ۲۵ شهریور سال ۱۳۴۸ در شهرستان نقده از پدری کرد زبان و مادری آذری زاده شد. هنگام تولد وی، پدرش حاج احمد اوراز، دوران حبس را در زندان فلک الافلاک سپری می‌نمود.
محمد نخستین سالهای زندگی را به سبب مشکلات ناشی از دستگیری پدر و سپس تبعید وی به شهرستان کاشمر به همراه خانواده در آن شهرستان سپری نمود و بعد از سه سال به شهرستان نقده بازگشت.
سال ۱۳۵۵ مصادف بود با شروع دوران تحصیل محمد و او دوران ابتدایی و راهنمایی و دبیرستان را در شهرستان نقده به اتمام رساند و در سال تحصیلی ۶۵–۶۶ موفق به اخذ مدرک دیپلم در رشته اقتصاد و علوم اجتماعی شد. از سال ۱۳۶۷ الی ۱۳۶۹ وارد دوران خدمت سربازی شد و پس از پایان دوران خدمت سربازی در سال ۱۳۷۳ در رشتهٔ کارشناسی تربیت بدنی دانشگاه ارومیه پذیرفته شد و در سال ۱۳۷۹ از این دانشگاه فارغ‌التحصیل شد.
سال ۱۳۶۷ در نخستین تجربهٔ پیش از ورود به دنیای حرفه‌ای کوهنوردی گروه قندیل را بنا نهاد و بعد از آن فعالیت‌های خویش را در گروه کوهنوردی سامرند شهرستان نقده ادامه داد تا بالاخره در سال ۱۳۷۳ به همراه جمعی از دوستان پیشکسوت این رشته در سطح شهرستان گروه کانون کوهنوردان نقده را تأسیس کرد و آغاز فعالیت‌های این گروه را می‌توان سر آغاز ورود محمد به دوران زندگی حرفه‌ای در رشتهٔ کوهنوردی قلمداد نمود. سال ۱۳۷۶ برای نخستین بار پس از فراخوان فدراسیون کوهنوردی در اردوهای آماده‌سازی تیم ملی جهت اعزام به قلل گاشربروم ۲ و راکاپوشی در کشور پاکستان شرکت نمود و موفق به عضویت در تیم اعزامی به قله راکاپوشی با ارتفاع ۷۷۸۸ گشت. در همان سال به اتفاق ۶ نفر از دوستان و اعضای تیم موفق به صعود این قله شد و نخستین تجربهٔ هیمالیانوردیش را با موفقیت پشت سر نهاد. سال ۱۳۷۷ را می‌توان نقطه عطف تاریخ زندگی محمد اوراز دانست. در این سال وی به همراه سه نفر از اعضای تیم ملی کوهنوردی ایران توانست به قلهٔ اورست بلندترین قله جهان صعود نماید. به این ترتیب وی به عنوان نخستین صعودکنندهٔ تیم ملی ایران به قله اورست شناخته شد.

## حادثه

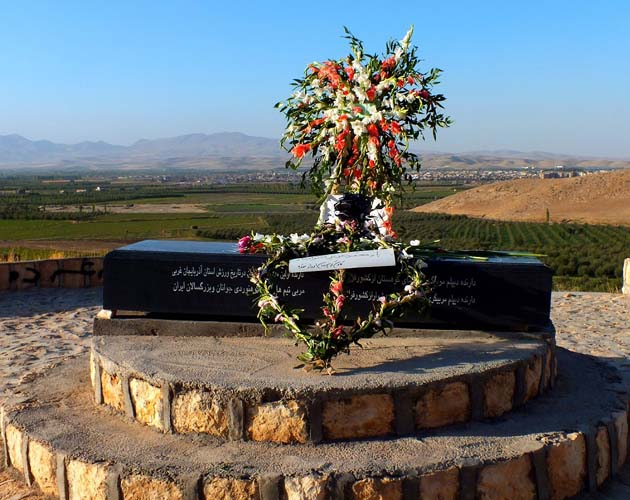
آرامگاه محمد اوراز روبه‌روی شهر نقده

سال ۱۳۸۲، هنگام صعود به قله گاشربروم ۱ در پاکستان، محمد اوراز به همراه مقبل هنر پژوه بر اثر سقوط بهمن سقوط کردند مقبل هنر پژوه سالم ماند ولی محمد اوراز پس از انتقال به بیمارستان شفا در اسلام‌آباد پاکستان پس از ۲۰ روز در گذشت.
اعضای تیم به علت وقوع حادثه برای همنوردشان از ارتفاع ۷۸۰۰ متری اقدام به بازگشت و انتقال پیکر وی به پایین کردند.

## مدارک کسب شده و قلل فتح شده
- سال ۱۳۷۶ کسب مقام اول آسیا در صعود به قله راکاپوشی
- فتح قله اورست در سال ۱۳۷۷ (مقام طلای جهان) ارتفاع ۸۸۷۸متر
- سال ۱۳۷۸ صعود به قله چوایو (ارتفاع ۸۲۰۱متر ـ مدال نقره جهان)
- فتح قله شیشاپانگما به ارتفاع ۸۰۱۲ متر سال ۱۳۷۸
- فتح قله ماکالو به سال ۱۳۸۰ بدون ماسک اکسیژن مقام طلای جهان
- سال ۱۳۸۱ فتح قله لوتسه بدون استفاده از ماسک اکسیژن به ارتفاع ۸۵۱۶ متر (مدال طلای جهان)
- سپتامبر ۲۰۰۱ صعود به قله آرارات در معیت تیم پیشکسوتان
- سال ۱۳۸۱ انتخاب به سمت امور اجرایی فدراسیون کوهنوردی
- سال ۱۳۸۲ اخذ گواهینامه مربیگری درجه ۲ سنگنوردی
- صعود به قله گاشربروم یک تا ارتفاع ۷۹۰۰ متر مقام طلای آسیا
- دارنده نخستین مدال طلای تاریخ ورزش آذربایجان غربی
- فتح قله مون بلان بلندترین قله رشته کوه آلپ در سال ۱۳۷۸

## یادبود
پس از درگذشت محمد اوراز، میدانی در پیرانشهر به نام او نام‌گذاری شد. همچنین میدانی در شهر سنندج به نام ایشان نامگذاری شده‌است. در این میدان سردیسی از اوراز به دست هنرمند و پیکره ساز توانمند سنندجی «هادی ضیاالدینی»، ساخته و نصب گردیده‌است. همچنین در شهرستان بانه واقع در استان کردستان تندیسی از وی در میدان کوهنورد نصب گردیده‌است. مردم نقده هر ساله در تاریخ فوت محمد اوراز مراسمی را در محل دفن او برگزار می‌کنند و یاد و خاطره این کوهنورد بزرگ را گرامی می‌دارند.
همچنین سالن ورزشی دانشکدهٔ ادبیات دانشگاه ارومیه به نام وی اسمگذاری شده‌است.